# Baltimore Museum of Art
Il Baltimore Museum of Art (BMA) è un museo di arte antica, arte moderna ed arte contemporanea fondato nel 1914, e si trova in Art Musen Drive a Baltimora negli Stati Uniti. È situato tra il Charles Village e il quartiere di Remington, adiacente al campus della Johns Hopkins University, sebbene il museo sia un'istituzione indipendente e non affiliate all'università.
Il museo espone opere di: Paul Cézanne, Edgar Degas, Paul Gauguin, Henri Matisse, Joan Miró, Piet Mondrian, Pablo Picasso, Giambattista Pittoni, Jackson Pollock, Georges-Pierre Seurat, Henri de Toulouse-Lautrec, Vincent van Gogh, Andy Warhol, ecc. I pezzi più importanti fanno parte della Cone Collection.

## Le opere maggiori
Raffaello
- Ritratto di Emilia Pia da Montefeltro, 1504-1505 circa

Giambattista Pittoni
- Presentazione di Gesù al Tempio, 1730-1734 circa

Henri Matisse
- Nudo rosa, 1935

Vincent van Gogh
- Un paio di scarpe, 1887